# Тринити-Палметто-Пойнт
Тринити-Палметто-Пойнт (англ. Trinity Palmetto Point Parish) — один из 14 округов (единица административно-территориального деления) государства Сент-Китс и Невис. Расположен на острове Сент-Китс. Административный центр — город Тринити, крупнейший город Бойдс. Площадь — 15,4 км², население — 1692 человек (2001).